# Departures
Departures (おくりびと, Okuribito (persoon die iemand anders weg ziet gaan) is een Japanse film uit 2008 geregisseerd door Yōjirō Takita. Departures heeft de Academy Award voor Beste Niet-Engelstalige film gewonnen bij de Oscaruitreiking van 2009 en heeft sinds 12 april 2009 €44.916.599 opgeleverd in Japan.

## Verhaal
Daigo Kobayashi (Masahiro Motoki), een cellist in een orkest in Tokio, verliest zijn baan door de ontbinding van het orkest. Na gestopt te zijn als een professioneel cellist besluit hij zijn cello te verkopen (die hij kort geleden voor 18 miljoen yen gekocht had) en ook om samen met zijn vrouw naar zijn geboorteplaats, Sakata, Yamagata terug te verhuizen. Op een dag vindt hij een advertentie voor “assistentie bij vertrekken” voor een “NK bureau”. Hij gaat naar het sollicitatiegesprek denkende dat het voor een baan bij een reisbureau is, maar ontdekt dat NK een afkorting is van "het plaatsen van een lichaam in een kist" (納棺, nōkan) en dat hij, anders dan zijn verwachtingen, de “vertrokkene” moet helpen door ceremonieel de dode op te maken voor de ogen van de rouwenden voordat de dode in de kist gelegd wordt. De baas van het NK bureau besluit onmiddellijk om Daigo in te huren nadat hij vastgesteld heeft dat deze in staat is hard te werken. Het salaris is 500.000 yen per maand met een extra bonus van 20.000 yen voor de sollicitatie. Met geen vooruitzichten voor een andere baan besluit Daigo het aanbod aan te nemen. Wanneer hij thuiskomt bij zijn vrouw is hij echter niet in staat aan te geven wat voor soort baan hij nu heeft. Daarom liegt hij door te zeggen dat hij te werk gesteld is in de ‘ceremoniële gelegenhedenarbeidzaamheid’, wat zijn vrouw misvat als een trouwbedrijf.
Met de eerste werkdag heeft Daigo meteen moeite, doordat hij als een lijk moet fungeren op een dvd waarop de procedure van het plaatsen van een lichaam in een kist uitgelegd wordt. Nog schrijnender is zijn eerste opdracht waarvoor hij, in voorbereiding voor de openbaring, een bejaarde vrouw die alleen dood is gegaan en twee weken onontdekt in haar huis dood heeft gelegen moet schoonmaken, aankleden en opmaken. Kampend met misselijkheid bij de aanblik en geur van haar vervallen lichaam, maar wanhopig voor geld wat betaald wordt aan het einde van iedere werkdag, begint Daigo aan zijn nieuwe carrière. Daigo volbrengt een aantal opdrachten en ervaart vreugde en dankbaarheid op zijn werk, terwijl hij geniet van het spelen van zijn oude cello wanneer hij vrij is. Hij begint een gevoel van volbrenging te voelen, totdat zijn vrouw Mika (Ryoko Hirosue) de dvd vindt die hij op zijn eerste werkdag gemaakt heeft, en hem smeekt om zijn “walgelijke baan” op te geven. Daigo weigert echter om te stoppen, en dus verlaat zijn vrouw hem. Zelfs wanneer zijn oude vriend Yamashita (Tetta Sugimoto) over zijn baan hoort, zegt hij Daigo een “fatsoenlijke baan” te vinden, en vervolgens vermijdt hij Daigo om zijn weigering.
Niet veel later echter, komt Daigo’s vrouw terug, kondigt hun nieuwe baby aan en smeekt hem weer een andere bron van inkomsten te zoeken. Op ditzelfde moment gaat zijn telefoon af met een nieuwe opdracht. Yamashita’s moeder, Tsuyako (Kasuko Yoshiyuki), die het plaatselijke badhuis helemaal in haar eentje onderhield, is overleden. Voor Yamashita, diens familie en Mika bereidt Daigo Tsuyako’s lichaam voor voor de openbaring en krijgt respect en begrip van iedereen die aanwezig is. Dan komt er op een dag een telegram aan bij Daigo’s huis, met een kennisgeving van de dood van Daigo’s vervreemde vader. Daigo weigert aanvankelijk zijn vader te zien, maar Daigo’s collega overtuigt hem om te gaan en staat er zelfs op dat hij een van de doodskisten van de zaak meeneemt. Wanneer Daigo zijn vader ziet, merkt hij dat hij alleen een kartonnen doos met eigendommen heeft, ondanks hij meer dan 70 jaar geleefd heeft. Begrafenismedewerkers komen Daigo’s vaders lichaam ophalen, maar Daigo besluit om hem zelf eerst mooi te maken en dan in de kist te leggen. Terwijl hij zijn vader aan het opmaken is, vindt Daigo de “steenbrief” die hij zijn vader gegeven had toen hij nog jong was; de steenbrief zat vastgeklampt in zijn vaders rechterhand.
Wanneer Daigo er klaar mee is, herkent hij zijn vader en huilt. Daigo drukt de steenbrief tegen Mika’s zwangere buik aan als zijn vader weggedragen wordt in de kist.

## Rolverdeling
- Masahiro Motoki als Daigo Kobayashi
- Ryoko Hirosue als Mika Kobayashi
- Kazuko Yoshiyuki als Tsuyako Yamashita, een vrouw die een sentō runt
- Tsutomu Yamazaki als Shōei Sasaki, baas van het NK bureau
- Kimiko Yo als Yuriko Uemura, een werkneemster van het NK bureau
- Takashi Sasano als Shōkichi Hirata,een vaste klant van Tsuyako's sentō
- Tetta Sugimoto als Yamashita, een son van Tsuyako, Daigo's oude klasgenooit
- Toru Minegishi als Toshiki Kobayashi, Daigo's vader
- Tarō Ishida als meneer Sonezaki, de eigenaar van Daigo’s orkest

## Achtergrond

### Soundtrack
Alle composities door Joe Hisaishi.
1. "Shine of Snow I" 1:12
2. "Nohkan" 3:10
3. "Kaisan" 0:53
4. "Good-Bye Cello" 2:16
5. "New Road" 1:15
6. "Model" 0:47
7. "First Contact" 1:51
8. "Washing" 0:34
9. "Kizuna I" 1:57
10. "Beautiful Dead I" 3:12
11. "Okuribito (On Record)" 1:51
12. "Gui-Dance" 2:26
13. "Shine of Snow II" 2:25
14. "Ave Maria (Okuribito)" 5:29
15. "Kizuna II" 2:04
16. "Beautiful Dead II" 2:36
17. "Father" 1:40
18. "Okuribito (Memory)" 4:10
19. "Okuribito (Ending)" 4:59

### Productie
Losjes gebaseerd op Aoki Shinmons autobiografische boek Doodskistman: Het Dagboek van een Boeddhistische Begrafenisondernemer (納棺夫日記, Nōkanfu Nikki), was de film gemaakt in tien jaar. Motoki bestudeerde de kunst van het ‘het plaatsen van een lichaam in een kist’ van een begrafenisondernemer, en hij leerde cello spelen voor de eerdere delen van de film. De regisseur woonde begrafenisceremonies bij om de emoties van de diep bedroefde families te begrijpen.

## Prijzen en nominaties

### Internationaal
- 81ste Oscaruitreiking: Academy Award voor Beste Niet-Engelstalige film
- 3de Asian Film Awards: Beste Acteur (Masahiro Motoki)
- 3de Asia Pacific Screen Awards: Beste Uitvoering door een Acteur (Masahiro Motoki)
- 17de Golden Rooster Award : Beste Plaatje, Beste Regisseur en Beste Acteur(Masahiro Motoki)
- 28ste Hawaii International Film Festival: Publiekskeus Award
- 32ste Montreal World Film Festival: Grand Prix des Amériques
- 20ste Palm Springs International Film Festival: Mercedes-Benz Publiek Award voor Beste Vertellen

### Binnenlands
- 51ste Blue Ribbon Award: Beste Acteur (Masahiro Motoki)
- 33ste Hochi Film Awards: Beste Film
- 32ste Japan Academy Prize Beste Film, Beste Regisseur (Yojiro Takita), Best geschreven (Kundo Koyama), Beste Acteur (Masahiro Motoki), Beste Steunacteur (Tsutomu Yamazaki), Beste Steunactrice (Kimiko Yo), Beste Cinematografie, Beste Montage, Beste Sound Mixing, Best Lightings
- 82ste Kinema Junpo Awards: Beste Film, Beste Regisseur, Beste Scenario, Beste Acteur (Masahiro Motoki)
- 63rd Mainichi Film Concours: Best Japanese Film, Best Sound Mixing
- 21st Nikkan Sports Film Award: Beste Film en Beste Regisseur
- 2008 Trailer ZEN Festival: Grand Prix
- 30th Yokohama Film Festival: Beste Film, Beste Regisseur, Beste Steunactrice (Kimiko Yo, Ryoko Hirosue)